# Lifetime Movies
Lifetime Movies ou  Lifetime Movie Network ou LMN est une chaîne de télévision américaine disponible sur le câble, le satellite et en numérique, détenue par A&E Networks, une coentreprise entre Hearst Corporation et le Disney-ABC Television Group, filiale de la Walt Disney Company. La chaîne est spécialisée dans les films et émissions à destination des femmes avec majoritairement des téléfilms, mais aussi des documentaires de téléréalité, dont la série télévisée I Survived....

## Historique
La chaîne a été lancée en juin 1998 sous le nom Lifetime Movie Network. Variety fait l'éloge de lancement qui « capitalise sur le boom de la télévision suite à la conversion numérique prévue dans les prochaines années. » Cependant, elle n'a atteint que 3 millions des 70 millions d'abonnés au câble aux États-Unis à l'époque.
La chaîne est rebaptisée LMN en 2006, avant de revenir à l'utilisation du nom complet à la mi-2009 dans le cadre d'un projet de Lifetime d'élargir sa marque. En 2011, elle reprend à nouveau le sigle LMN.
Le 27 août 2009, A&E Networks achète Lifetime Entertainment Services, qui est détenue conjointement par les anciens propriétaires de l'entreprise, la Walt Disney Company, Hearst Corporation et NBCUniversal, qui a vendu sa participation aux deux autres entreprises en 2011,.
Le 11 juillet 2017, LMN a été rebaptisée Lifetime Movies, et redevient LMN le 1er novembre 2019.